# آرثر أوستين
آرثر أوستين (بالإنجليزية: Arthur Austin)‏ هو لاعب كرة الماء أمريكي، ولد في 8 يوليو 1902 في أوكلاند في الولايات المتحدة، وتوفي في 4 فبراير 1962 في باسادينا في الولايات المتحدة.

## وصلات خارجية
- آرثر أوستين على موقع قاعة مشاهير السباحة الأمريكية (الإنجليزية)
- آرثر أوستين على موقع اللجنة الأولمبية الدولية (الإنجليزية)
- آرثر أوستين على موقع أوليمبيديا (الإنجليزية)